# احمد تاج‌الدین حلیم شاه دوم
پادوکا سری سلطان احمد تاج‌الدین حلیم شاه دوم ابن المرحوم سلطان عبدالله مکرَّم شاه (درگذشت – ۳ ژانویه ۱۸۴۵) بیست و دومین سلطان کداح بود. دوران حکمرانی او از سال ۱۸۰۳ تا ۱۸۲۱ به طول انجامید.
او توسط پادشاه سیام به عنوان وارث بلافصل (قائم مقام پادشاه، Uparaja) منصوب گشت و در سال ۱۷۹۹ به او لقب چائو پانگران (Chao Pangeran) اعطاء شد. احمد تاج‌الدین بعد از کناره‌گیری اجباری عموی خود در ماه سپتامبر ۱۸۰۳ بر تخت سلطنت نشست. در سال ۱۸۲۰، بعد از اینکه از حمله طرحریزی شده برمه به سیام اطلاع یافت، از ارسال بونگا ماس (خراج) سالانه به بانکوک خودداری کرد و باب مذاکره با برمه را برای اتحاد با آن حکومت آغاز کرد. در پی این اقدام، در روز ۱۲ نوامبر ۱۸۲۱ فرماندار لیگور در سیام به کداح حمله کرد ودر روز هجدهم همان ماه آن را تصرف کرد.